# Gesjusz Florus
Gesjusz Florus był rzymskim prokuratorem Judei od 64 do 66. Był najbardziej skorumpowanym ze wszystkich namiestników Judei. Za jego urzędowania wybuchło pierwsze powstanie żydowskie przeciwko Rzymianom.

## Namiestnik Judei
Pochodził z Klazomene i przybył do Judei ze swoją żoną Kleopatrą. To jej Florus zawdzięczał osiągnięcie władzy, ponieważ przyjaźniła się z Poppeą, żoną Nerona.
Według Józefa Flawiusza, poprzednik Gesjusza Florusa, Albin Lucjusz, wydawał się wzorem cnotliwości, ponieważ popełniał zwykle występki po kryjomu i maskował się. Gesjusz natomiast nie cofał się przed żadną grabieżą czy gwałtem. Gdzie trzeba było okazać litość, potrafił postępować brutalnie.
W czasie święta Paschy w 66, gdy do Jerozolimy przybył Cestiusz Gallus, namiestnik Syrii, tłum ludzi zaczął go prosić aby wpłynął na Florusa. Prośby ludzi spotkały się z drwinami Florusa. Cestiusz uspokoił tłum zapewniając, że uczyni to aby w przyszłości okazywał więcej umiaru w postępowaniu z ludźmi. Odprowadzając Cestiusza do Cezarei, Florus  przedstawił sytuację w korzystnym dla siebie świetle, planując sprowokowanie Żydów do buntu, ponieważ w czasie pokoju mogli oni oskarżyć go przed cesarzem, a w razie rewolty dochodzenie w sprawie mniejszych przewinień Florusa nie byłoby prowadzone.
Wydarzenie stanowiące pretekst do wojny było czymś zupełnie błahym – w Cezarei Grecy zabijając ptaki na ofiarę u wejścia lokalnej synagogi zbezcześcili to miejsce. Sprowokowało to lokalną ludność do ataku. Gdy nie udało się  powstrzymać mieszkańców Cezarei od aktów gwałtu, Żydzi zabierając ze sobą księgi Praw, wycofali się do Narbaty i wysłali poselstwo do Florusa ze skargę z powodu tego co zaszło i prośbą o pomoc. Florus rozkazał pojmać i związać posłów, zarzucając im, że wynieśli księgi Praw z Cezarei.
Wydarzenie to oburzyło mieszkańców Jerozolimy, lecz nie pociągnęło za sobą żadnej fizycznej reakcji. Florus, dążąc do sprowokowania ludności, kazał zabrać ze świętego skarbca siedemnaście talentów pod pretekstem, że mają służyć potrzebom Cezara. Tłum żydów ruszył wtedy do świątyni i skandując imię cesarza błagał go o wyzwolenie od tyranii Florusa. Niektórzy z buntowników miotali na Florusa obelgi i obnosząc kosz prosili o składanie drobnych pieniędzy dla niego jako dla ostatniego biedaka. To wydarzenie rozdrażniło tylko Florusa, który ruszył do Jerozolimy z jedną kohortą wzmocnioną jazdą. Mieszkańcy pragnąc powstrzymać atak, witali żołnierzy radosnymi okrzykami i sposobili się do przyjęcia Florusa z uniżeniem. Florus rozkazał żeby się rozeszli i nie udawali, że żywią do niego uczucia życzliwości, skoro w tak niewybredny sposób go obrazili. Powrócili więc do swoich domów i noc spędzili w strachu i przygnębieniu. Nazajutrz Florus zażądał wydania tych, którzy obrzucili go drwinami. Odpowiedziano mu że lud pragnie spokoju, i proszono, aby wybaczył tym, którzy go znieważyli ale słowa te jeszcze bardziej rozsierdziły Florusa, który rozkazał żołnierzom, aby zaczęli grabić Górny Rynek i zabijać każdego, kto im wpadnie w ręce. Żołnierze dopuszczali się rabunków na wszelki sposób, a wielu spokojnych obywateli pojmali i przyprowadzili do Florusa. Ten kazał ich najpierw biczować, a potem ukrzyżować. Zginęło w sumie 3600 osób. Tragedię jeszcze spotęgował nowy rodzaj okrucieństwa Rzymian. Florus bowiem poważył się na czyn, którego nikt przedtem nie popełnił – kazał przed swoim trybunałem biczować ekwitów i przybić ich do krzyża; z pochodzenia byli oni wprawdzie Żydami, lecz otrzymali godność rzymską a według prawa rzymskiego, obywatel rzymski, a zwłaszcza ze stanu rycerskiego, nie mógł być ukrzyżowany.
Według Józefa Flawiusza, to właśnie postępowanie Florusa doprowadziło Żydów do rozpoczęcia wojny z Rzymianami, która miała trwać aż do upadku Masady sześć lat później. Rzymski historyk Tacyt podsumował sytuację w swym charakterystycznym lakonicznym stylu: Mimo to trwała cierpliwość Judejczyków aż do czasu prokuratury Gesjusza Florusa; pod nim wojna wybuchła. Flawiusz nie pisał co się dalej stało z Florusem. Według Swetoniusza Żydzi, gdy się zbuntowali, zabili swego namiestnika.

### Opracowania
- Geza Vermes, Kto był kim w czasach Jezusa, Warszawa, 2006, str. 84–85, ISBN 83-241-2481-0
- Jewish encyclopedia: FLORUS, GESSIUS